# Federico Andrada
Pour les articles homonymes, voir Andrada.
Federico Óscar Andrada, né le 3 mars 1994 à Vicente Lopez (Argentine), est un footballeur argentin, qui évolue au poste d'attaquant.

## Biographie
Arrivé au River Plate en 2001, à l’âge de sept ans, Federico Andrada signe son premier contrat pro en 2010 à l’âge de 16 ans en 2010 avec une clause de départ fixée à 15 millions d’euros. En 2011, il participe au Championnat des moins de 17 ans de la CONMEBOL 2011 avec l'Argentine. Il marque quatre buts pendant cette compétition lors de laquelle l'Argentine termine à la troisième place derrière le Brésil et l'Uruguay. 
Il commence sa carrière professionnelle sous les couleurs de son club formateur en 2012 sous la houlette de Matías Almeyda. Il joue son premier match en entrant en jeu lors d'une défaite en championnat deux buts à zéro contre l'Argentinos Juniors. Il  marque son premier but en championnat le 10 août 2013 contre le Rosario Central. 
Lors de sa seconde saison au club, il est champion d'Argentine lors du tournoi final et participe à la Copa Sudamericana 2013.
Lors de la saison 2014-2015, il est prêté au FC Metz qui vient de monter en Ligue 1 et avec qui il joue quatorze rencontres. Malheureusement, le club est relégué en fin de saison. Il rentre donc au pays ù il est immédiatement prêté à l'Atlético Rafaela mais joue peu. En 2016, il est à nouveau prêté, cette fois au Quilmes AC où il passe deux saisons et joue quarante-deux rencontres. Il est prêté une dernière fois au Vélez Sarsfield avant de quitter définitivement le club en janvier 2018 pour rejoindre le FC Bari qui évolue en Serie B.

## Palmarès
Federico Andrada est champion d'Argentine lors du Championnat final 2012-2013.
Il est champion de deuxième division d'argentine en 2024 avec le CA Aldosivi.